# Naturalizm (socjologia)
Naturalizm – kierunek w socjologii w drugiej połowie XIX wieku powstały na podłożu ewolucjonizmu. Naturaliści zakładali, że zjawiska społeczne można opisywać analogicznie do zjawisk w świecie przyrody (np. porównanie organizmu i społeczeństwa u Herberta Spencera), i należy je badać tymi samymi metodami. Wszystkie nauki cechować powinna metodologiczna jedność. Podejście to zakładało możliwość redukcji zjawisk społecznych do poziomu zjawisk przyrodniczych. 
Można wyróżnić naturalizm ontologiczny i metodologiczny. Naturalizm ontologiczny zakłada, że społeczeństwo ludzkie mieści się w tej samej sferze zjawisk, co środowisko naturalne, a prawa rządzące obiema rzeczywistościami są takie same. Naturalizm metodologiczny natomiast jest poglądem zgodnie z którym zarówno świat przyrody jak i świat społeczności ludzkiej bada się takimi samymi metodami. 
Jedną z odmian naturalizmu jest fizykalizm. Pogląd ten uznaje fizykę za wzorzec, który powinien służyć innym dyscyplinom w rozumieniu rzeczywistości. Według neopozytywistów, „fizykalizm nie polega na wyjaśnianiu wszystkiego za pomocą twierdzeń zaczerpniętych z fizyki, lecz na przyjęciu właściwej fizyce strategii poznawania świata”.